# Trance (música)
El trance es un género de música electrónica de baile desarrollado en los años 1990. Se caracteriza generalmente por un tempo de entre 125 y 140 BPM, fraseos melódicos cortos de sintetizador y una forma musical que sube y baja durante cada tema. Aunque los ritmos que se emplean son patrones de la música techno, algunos denominaron al trance house atmosférico en sus inicios (1989).
Es el resultado de la combinación de, principalmente, el techno con otros estilos musicales, como el house, acid house, new beat, música clásica (poco), synth pop, soft-pop, ambient, música cinematográfica, new age y música industrial, por lo que a veces puede ser muy ambiguo debido a esta amplia variedad; con remezclas tipo B de pop, sinfónico u orquestal, minimalista (con el uso de piano clásico y órgano), con estructuras house y/o techno, etc.
El origen del término es incierto, aunque se ha sugerido que puede derivar del álbum Trancefer (1981), de Klaus Schulze, o bien del grupo Dance 2 Trance.

## Historia

### Antecedentes
A comienzos de los años setenta, el término "música espacial" se aplicó a algunos de los trabajos de Vangelis o Jean-Michel Jarre y también de compositores del Kraut Rock alemán, en particular la denominada Escuela de Berlín como Tangerine Dream, Klaus Schulze o Ash Ra Tempel, debido a los trascendentes sentimientos cósmicos del espacio evocados por el sonido de su música y potenciado por el uso del nuevo instrumento emergente,que empezaba a verse por esa década, el sintetizador. Esta corriente colaboró en el desarrollo y popularización del Ambient y el New Age, creados a finales de los años 1960.
Cada artista tenía un estilo único. Particularmente, Klaus Schulze utilizaba secuencias cortas e hipnóticas, una octava o dos más altas que los demás. Algunas de las primeras obras de Schulze tienen mucho que ver con el primer trance, y en ocasiones se llega incluso a clasificar como tal, como por ejemplo los álbumes Timewind de 1975 y Moondawn de 1976.
Ya en los años 1980 realiza nuevos trabajos que llegan incluso a contener la palabra trance en dos de sus títulos: Trancefer (1981) y En=Trance (1987).
En 1985 aparece el Deep house como evolución temprana del house, con influencias más cercanas al jazz y al soul, con un bajo profundo y acordes atmosféricos. El tema "Mistery of Love" de Mr Fingers de ese mismo año influyó en el incipiente Techno de Detroit y en particular a Derrick May cuando compuso el tema "Strings Of Life" en 1987 que supuso la base del futuro Minimal techno en los años siguientes.
El techno (como evolución del sonido electro del grupo alemán Kraftwerk de la Escuela de Düsseldorf) ya era un hecho en EE. UU. hacia 1986, y su proyección a Europa tras la gran aceptación del house produjo una amplia gama de sonidos nuevos que darían lugar a nuevos estilos de música de baile por las experimentaciones, y entre ellas la incorporación de loops hipnóticos de la Música Cósmica y new age con atmósferas de los sonidos ambient y deep house sobre bases techno, los elementos fundamentales en el desarrollo de la música trance.

### Primeras producciones en Europa
Retrospectivamente, las primeras grabaciones que se pueden identificar como trance pueden provenir del movimiento acid house, con discos como "What Time Is Love? (Pure Trance 1)" de KLF, "Jesus Loves the Acid" de Ectasy Club (ambos de 1988), "Chime" de Orbital o "Do You Know Yourself" de Venus 1999 (estos últimos de 1989) o como un derivado del techno en clubs de Alemania, Bélgica e Italia en 1989. Los primeros temas techno con elementos trance podemos encontrarlos con "Erdbeermund" de Sigmund Und Seine Freu(n)de o "Psycho" de Psycho Team.
El tema The Age of Love (The Jam & Spoon Remix) del grupo Jam & Spoon compuesto por Mark Mark Spoon Löffer y Rolf Jam El Mar Ellmer se lanzado en 1992 y se considera la primera producción de un sonido trance más definido. Algunos incluso consideran a "The Age of Love" como el primer sencillo de verdadero trance, el primer tema musical de este género. Por otra parte el tema "We Came in Peace", también de 1990, del grupo alemán Dance 2 Trance (un proyecto de DJ Dag y Jam El Mar), de patrones repetitivos pudo sentar las bases básicas para el género.
En estos años no siempre quedó claro si una canción era solo un techno más melódico (o incluso ambient o deep house) o si era en realidad un ejemplo de lo que más tarde sería llamado trance. Algunos artistas de este periodo son The Shamen, Psychick Warriors Ov Gaia, The Irresistible Force o Speedy J. de la escena New beat en Bélgica.
La influencia del Ambient y New Age en el Deep house, que originariamente apareció de sonidos jazz y soul hizo aparecer a partir de ese mismo año una serie de artistas que comenzaron a utilizar sonidos que retrospectivamente se han considerado como cercanos al trance creándose así el ambient trance, concepto considerado como simplemente ambient house por algunos sectores. Este subestilo dibuja paisajes de ensueño con el sonido, hipnotiza al oyente gracias a su manera inteligente de usar sonidos atmosféricos importados del New Age, como melodías que suben de tonalidad y con algunos arreglos sinfónicos, aunque mayoritariamente no son bailables. Se han llegado a catalogar como artistas de ambient con elementos trance en alguno de sus trabajos en los comienzos de los años 1990 a Moby, Critical Rhythm o Astralasia, entre otros.
Ese mismo año, el músico alemán Harald Bluechel (alias Cosmic Baby) experimentaba melodías clásicas de piano y sintetizador con ritmos techno.
La primera oleada, de lo que retrospectivamente se considera classic trance, alcanzó su máximo en 1992 y disminuyó drásticamente en 1994 con el auge de un trance más duro. Esta primera oleada clásica estuvo dominada por productores y sellos de Alemania y el Reino Unido como Eye Q / Harthouse, Rising High, FAX, ESP y MFS. Los hits incluyen Jam & Spoon con "Stella", Jaydee con "Plastic Dreams", Dance 2 Trance con "Power of American Natives", Cygnus X con "Superstring" y Cosmic Baby con "Café del Mar". Otros referentes, Oliver Lieb y Paul van Dyk comenzaron la grabaron remixes de casi todos los productores de trance con fusión tribal o étnica, trance espacial... considerándose retrospectivamente como gurús del trance. Paralelamente, algunos grupos comienzan a incluir elementos trance en producciones euro house como Opus III, Transformer 2 o Snap.
Los primeros volúmenes de recopilaciones de Trancemaster contienen algunos temas en el estilo Acid Trance, al igual que las pistas de Classic trance. La diferencia es que mientras las pistas de Acid Trance se centran más en los cambios de líneas del Roland TB-303, el classic trance tiene pistas más atmosféricas, utiliza líneas synth más suaves y otros elementos del Ambient. Así, la línea entre estos dos estilos está bastante marcada aunque hayan surgido casi al mismo tiempo.

### Primeras producciones en la India
Otra corriente de creación de música Trance fue como evolución del rock psicodélico hacia sonidos propios del acid house en conjunción con la música tradicional hindú, naciendo así el goa trance hacia 1991, aunque el término goa trance en sí no se usó hasta 1994. Algunos de los primeros temas catalogados como goa son de un recopilatorio del sello Gaia Tontrager de 1992 con artistas como M.T. o S.M.I.L.E. Alguno de los principales valedores de la evolución de la música goa en los años 1990 fueron: Juno Reactor, Goa Gil, Astral Projection, MFG, Man With No Name, Transwave, The Infinity Project o Hallucinogen.
El primer sello específico fue Dragonfly Records, que editó en agosto 93 la compilación Project II Trance & Underground French-Kommunication. Luego se fundaron en Londres muchos sellos de goa después de que Paul Oakenfold diera al género la legitimidad de sonido en «The Essential Mix», un popular programa de radio en BBC Radio 1. Muchos de los fanes de goa Trance consideran el "Ethnic Tribute" 12 como un hito del estilo.
Se suele confundir el género acid trance con psytrance y goa trance. Por esta razón no es raro ver a muchos de los artistas de la escena ácida aparecer en los álbumes de goa trance. Sin embargo, muchos de estos artistas no se consideraban parte de la escena psicodélica o goa aunque sus discos los hicieron sellos discográficos que se han publicado junto a artistas de goa.

### Evolución en los años 1990

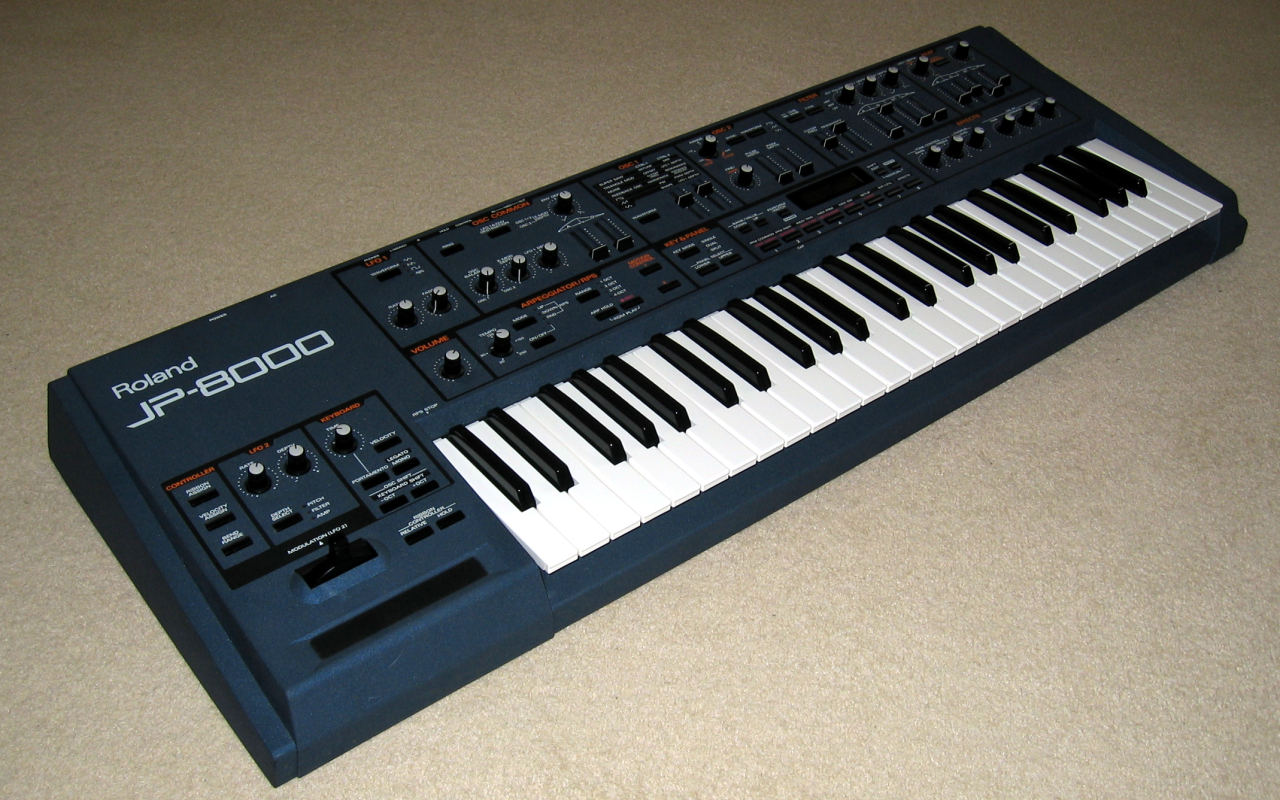
Roland JP-8000, un sintetizador famoso por su incorporación de la forma de onda supersaw

Hacia 1994 en Alemania y países limítrofes se comienzan a fusionar elementos Trance con el Hardcore y Gabber imperantes del momento dando lugar en un principio al Hard Acid Trance con sonidos más duros con artistas como Emmanuel Top, Hardfloor o Kai Tracid, y al Tech-Trance (o German Trance) con bombo fuerte y sonidos filtrados, sucios o ligeramente distorsionados. Mientras que las primeras variantes de trance a menudo incluían piano, cuerdas o guitarra acústica, el "Tech trance" casi exclusivamente presenta sonido sintetizado, aunque los sonidos de la guitarra eléctrica aparecen ocasionalmente. Los principales artistas son Oliver Lieb, Humate, Chris Cowie o Marmionque. Ese mismo año se publica "Revival" de Dance 2 Trance con temas de trance clásico, tech y el incipiente hard.
También cabe destacar la inclusión de elementos trance en producciones Eurodance siendo un inicio del Vocal trance con artistas como Culture Beat, Captain Hollywood, Magic Affair, Jam & Spoon, Cabballero o el álbum "Welcome to tomorrow" de Snap!.
El tech y el hard acid rápidamente quedaron en un segundo plano por el auge del Hard trance que apareció de la fusión de ambos. El hard trance más agresivo, ácido y oscuro tuvo gran seguimiento en Europa durante varios años. Artistas conocidos son Commander Tom, Cocooma o Leyend B entre otros. Un pequeño subgénero de hard trance de corte espacial tuvo un éxito parcial con temas de Sumbeam, Cosmic Gate o Jones & Stephenson entre otros.
A finales de 1995 apareció el dream trance con Robert Miles como máximo exponente, con sus temas "Children" y "Fable", un estilo de música el cual mezclaba adagios junto con toques de piano, elementos ya presentes con anterioridad pero combinados de una manera muy particular. En poco tiempo se fusionó con el progressive house de la época dando lugar al progressive trance, un estilo igualmente melódico pero más monótono en el que a medida que el avanza el tema se añaden más elementos. Algunos artistas importantes son Armin Van Buuren, Paul van Dyk o Markus Schulz.
Por otro lado, el balearic beat tomó elementos del dream trance dando lugar al Balearic Trance. Los máximos exponentes son Chicane, Energy 52 y ATB.
En esas fechas, 1996, el goa trance va perdiendo la sonoridad hindú pasando a sonidos más puramente sintéticos, oscuros y repetitivos naciendo el Psytrance. El sonido es más techno con producciones alemanas como X-Dream o Planet BEN y escandinavos con un sonido más frío y más duro. Artistas destacados: Atmos, Koxbox o Son Kite. Éste a su vez llega a escenas en lugares dispares en el mundo generando a su vez subestilos como el Suomisaundi, también conocido como trance spugedelic, que se originó en Finlandia a mediados de los años noventa y que cuenta con muchas de las características de folk finlandés fusionado con psytance y goa trance con artistas como Peninpala. También se creó una escena importante en Israel con el Full-on trance de alta energía en los momentos pico de los temas. A menudo tiene líneas de bajo melódicas, enérgicas y nítidas con artistas como 1200 Micrograms, Growling Mad Scientists, Astrix, Infected Mushroom y Talamasca.
Hacia 1997 el hard trance decae en popularidad y se desdobla en dos; el uplifting trance, que incorpora melodías más elaboradas haciendo uso de arpegios y dando lugar a un sonido eufórico, con productores y dj's como DJ Tiesto, System F o Marco V como figuras representativas, y el hardstyle, con influencias del hard house, acid house y hardcore que consiste en un profundo y fuerte sonido de bombos, intensas líneas de bajo descontroladas o invertidas que acompañan el ritmo, un sintetizador tocando una melodía, y sonidos tanto distorsionados como melódicos con un ritmo de alrededor de 135-145 PPM con artistas como DJ Zany, Lady Dana, DJ Isaac, DJ Pavo, DJ Luna y The Prophet.
Aparece el Euro trance como evolución del eurodance y hard trance con artistas como Milk Inc o DJ Sammy.

### Música trance a partir del 2000

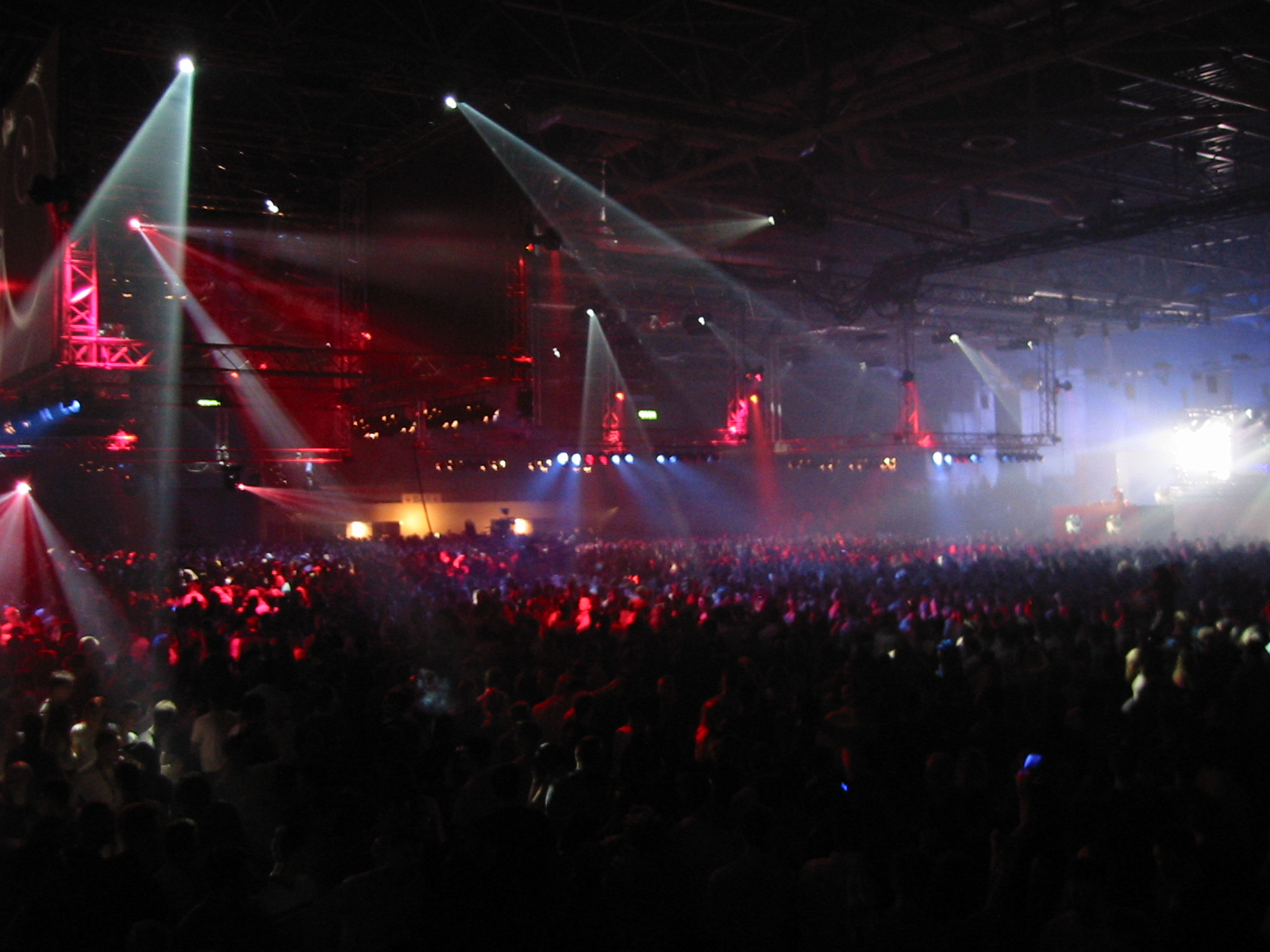
Festival de Trance en Utrecht, año 2002

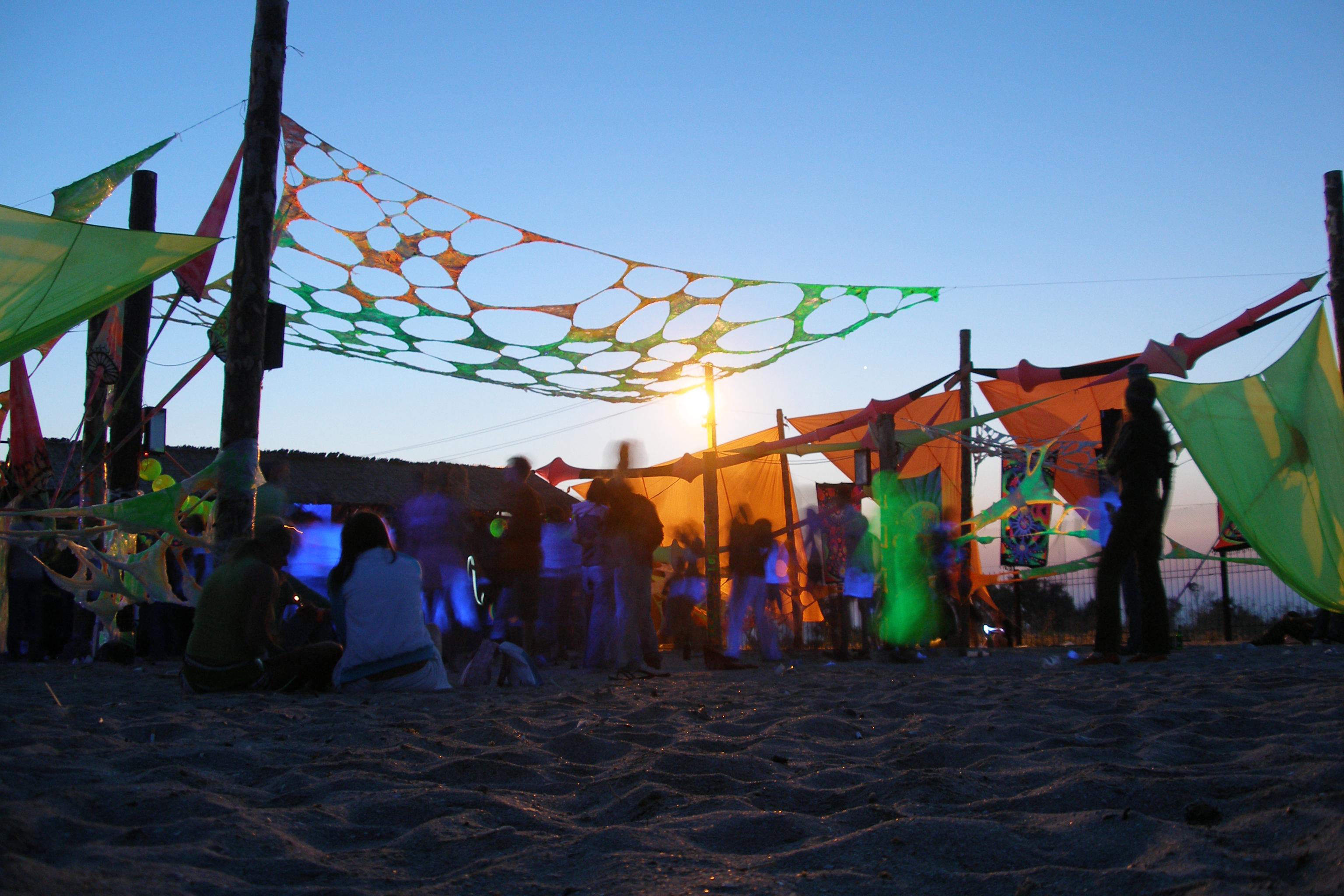
Cultura trance psicodélica de KaZantip en 2006, con decoraciones comunes en las fiestas trance.

Hacia 2001 la música Trance es mayoritaria en producciones de música electrónica de baile. El sonido EuroTrance pierde popularidad en favor del Vocal Trance revitalizado con elementos del Uplifting trance con artistas como Kate Ryan, Silver, "io", Lasgo o Ian Van Dahl y goza de gran popularidad hasta 2005 decayendo en favor de nuevos sonidos como el Electro House.
El tech trance volvió a tomar protagonismo durante los años 2000 con sonidos trance más duros (techno) y sintetizados, dando un giro al estilo de la década anterior de estructura techno y elementos (trance). Provenientes de nuevas escenas como San Francisco aparecen dj's como Keith Edwards, Skyscraper, Owen Vallis y DJ Amber.
En 2006, era la variante más extendida y en evolución del trance con productores como Dave Schiemann, Simon Patterson, Bryan Kearney, Will Atkinson, Matt Bowdidge, Indecent Noise, Marco V, Tempo Giusto y Mark Sherry.
Posteriormente se han ido generando fusiones con Electro house con producciones de Arty o de Omnia entre otros (electro Trance).
El Psytrance sigue evolucionando y aparecen las variantes psytrance progresivo que combina los elementos de Trance progresivo con desarrollos complejos de psytrance con artistas como Astrix o Protonica, y el dark psytrance, más oscuro, en el extremo más pesado del espectro de trance psicodélico con un tempo de aproximadamente 148 BPM y más. Desarrollado sobre todo en Alemania y Rusia con artistas como C-P-C, Kindzadza y Ocelot. Así como otros estilos relacionados incluyendo psycore (rápido y loco), hi-tech (Hardcore techno y glitch) y forest (orgánico y terrenal).
Gradualmente y transformando estos estilos aparece en China un nuevo subestilo caracterizado por tener un fondo oscuro, profundo y escatológico que conduce a la profunda meditación de la muerte, la noche y la trascendencia. A menudo con sonidos lúgubres y líneas de bajo pesadas. Artistas nativos como Acid Echoes, Harry Ho o Yi e internacionales como Atoned Splendor (UK), Floveet (FR), Rigel Made (IT), Shak (IND), Spaceghost (US) o Trixphonic (TW).

### Trance tras su popularización

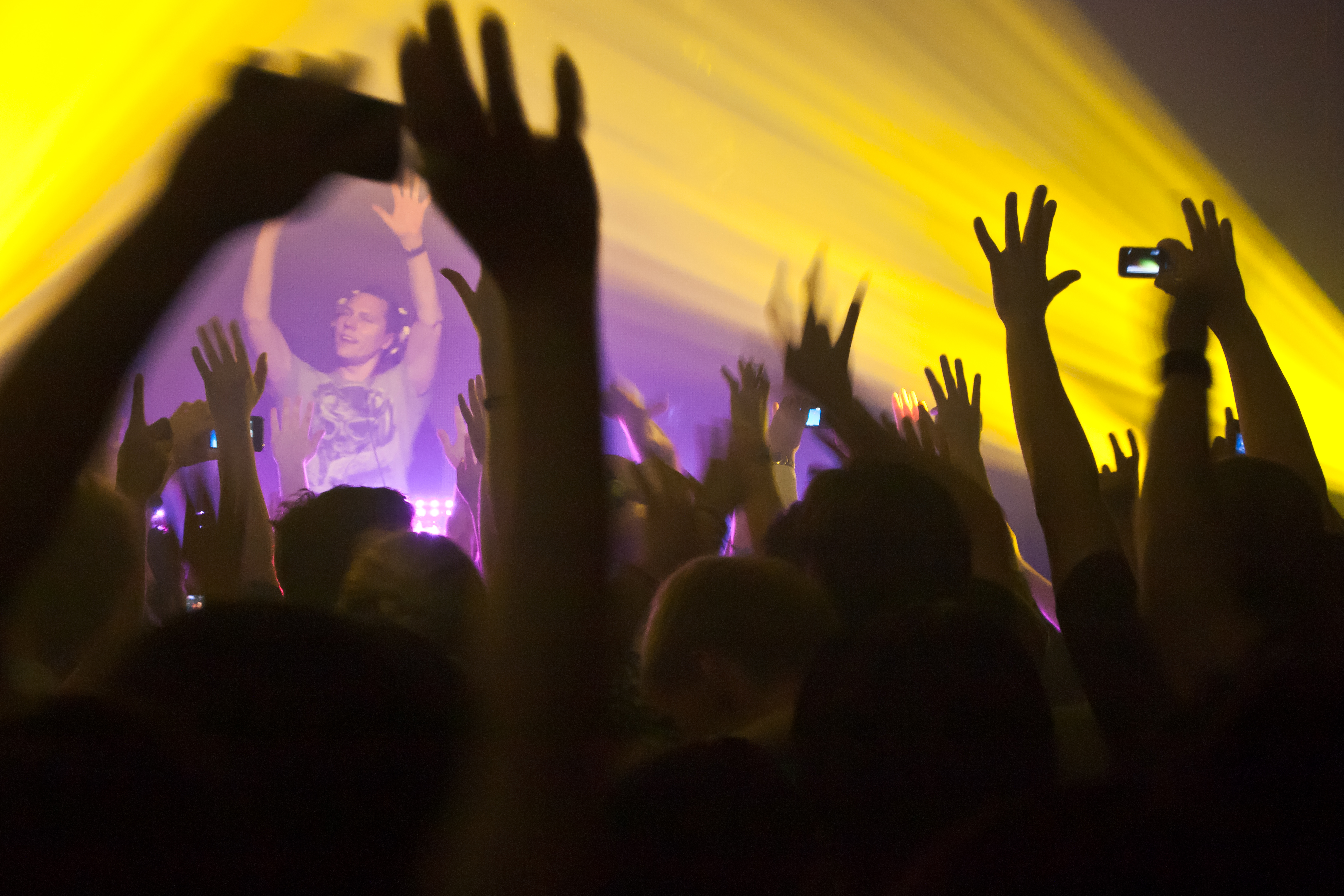
DJ Tiësto tocando música Uplifting en Bangkok, Tailandia, año 2010.

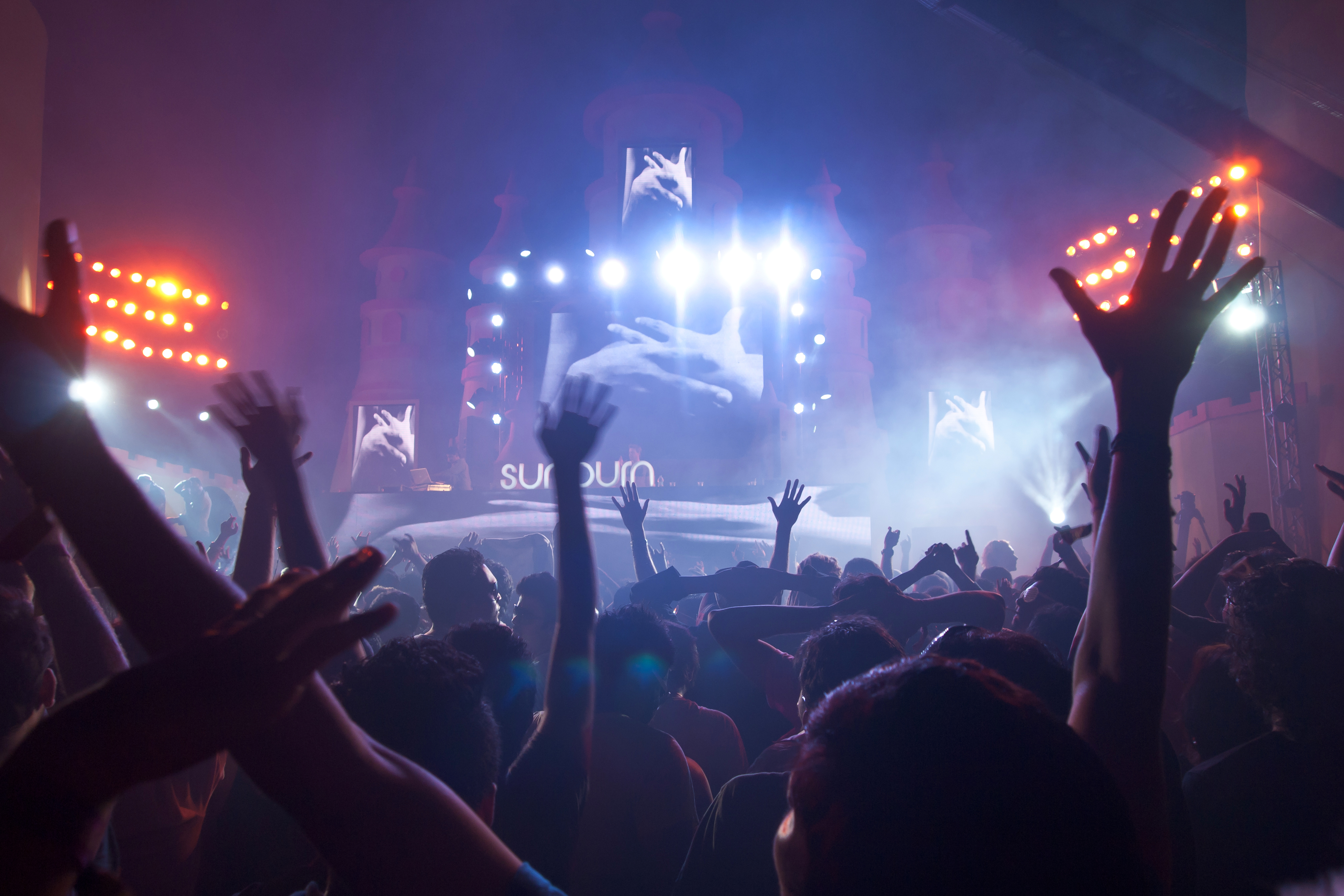
Festival de Música Sunburn en Candolim, Goa, en 2010.

De modo alternativo a la evolución antes señalada, algunos artistas han intentado fusionar el trance con otros géneros como el drum and bass. Otros han experimentado con sonidos más minimalistas, también se le llama al género-sentimental también hay feat o duetos.
No obstante, todavía existe toda una corriente de trance que mantiene un público fiel, aun cuando la época en la que tuvieron su éxito en la escena trance en los años mainstream. Entre los exponentes de esta corriente están artistas como Armin van Buuren, Gareth Emery,  Tiësto, Paul Van Dyk, Kai Tracid, ATB, Dash Berlin, Mauro Picotto, Brian Transeau o BT, Ferry Corsten, Above & Beyond, Lukas Mors, Paul Oakenfold, Orkidea, Solarstone, Deniz Aydin, Johan Gielen, Simon Thaur, Vincent De Moor, Christopher Lawrence (DJ) y George Acosta; listado en el cual hay varios djs que han abandonado la escena trance para incursionar en otros géneros de la música electrónica EDM.

## Géneros de trance
La música trance se divide en multitud de subgéneros. Cronológicamente, los principales géneros son acid trance, classic trance, goa trance, tech trance, hard trance, dream trance, progressive trance, psycho trance, balearic trance, uplifting trance, eurotrance y vocal trance.
Es importante la distinción existente entre el trance europeo y el goa trance que se originó en Goa (India) al mismo tiempo que surgía el trance en Europa. El goa trance tuvo una gran influencia en la formación del trance psicodélico.
Ver Lista de subgéneros de música Trance

## El Trance en España
Las primeras grabaciones en las que se puede identificar elementos de la música trance provienen de algunos temas del grupo valenciano Megabeat entre los años 1990 y 1992. Grupo pionero en España del sonido techno, el cual fusionó con EBM y New beat poniendo las bases del conocido como "Sonido de Valencia" y precursor del estilo Mákina de gran éxito sobre todo en el levante de España (Cataluña, Comunidad Valenciana y Murcia).
Este grupo utilizó en algunos de sus temas loops con cierto aire ambient y trance como en "Destination" bajo el alias Interfront en 1991. Ese mismo año, y también en Valencia, Boa Club lanzó el tema "Tinieblas" con algún elemento Trance.
También contiene un loop de corte trance el tema "Heaven" de Made in Valencia en algunos compases.
Por otra parte Megabeat también realizó algunos temas experimentales de base Techno o EBM con sonidos synthpop y pianos minimalistas asimilables al ambient trance en temas como "Limits", "Story of another time", "The mercy beat" o la versión de "Struggle for pleasure", original del grupo belga Soft Verdict.
Ya en 1992 Apetece lanza "Compliche" con sonidos de piano muy parecidos".
Transparent Dreams con "Time Is Imaginary" añade sintetizadores con sonidos atmosféricos y New Wold con "Beats of the Trance" por su parte añade algunos loops hipnóticos a las composiciones de piano.
Al año siguiente, con el mismo tipo de sonido está "Classics" de Genova o "The dream is just in my mind" de Piropo, y un año después Committe con "Trance Line". Con sonidos más minimalistas Terminal con "Poem without words" y "Maximizing the audience".
Para ese año de 1994 el sonido Makina ya está en auge en España y se fusiona con el Trance de un modo peculiar. Durante varios años muchos DJ realizan producciones bien de HardTrance con matices makina como Kike Boy, Alberto Tapias y Pedro Miras o Pastis & Buenri entre otros con diferentes apodos, o bien con Progressive Trance con Julio Posadas, DJ Chus & DJ Beto o Koque RV, también con diferentes apodos.
AL calor del repentino auge del Dream Trance en 1996, algunos sellos nacionales produjeron algunos temas de características muy similares al famoso "Children" como Vienna o algunos temas de Spectrum y Amen.
En cuanto al Euro Trance un artista destacado internacionalmente es DJ Sammy.
También un término muy usado es el llamado "Estado de Trance " que es muy usado en la actualidad y en el que se suele usar de fondo este tipo de música.
En 2016 surgen temas como "Orbital Reentry" o "Light Parade" del productor de Progressive Trance y House Cántabro DaveBlanch bajo la influencia de artistas internacionales como DeadMau5 o el productor italiano residente en España Vitodito.

## Estructura de la música trance

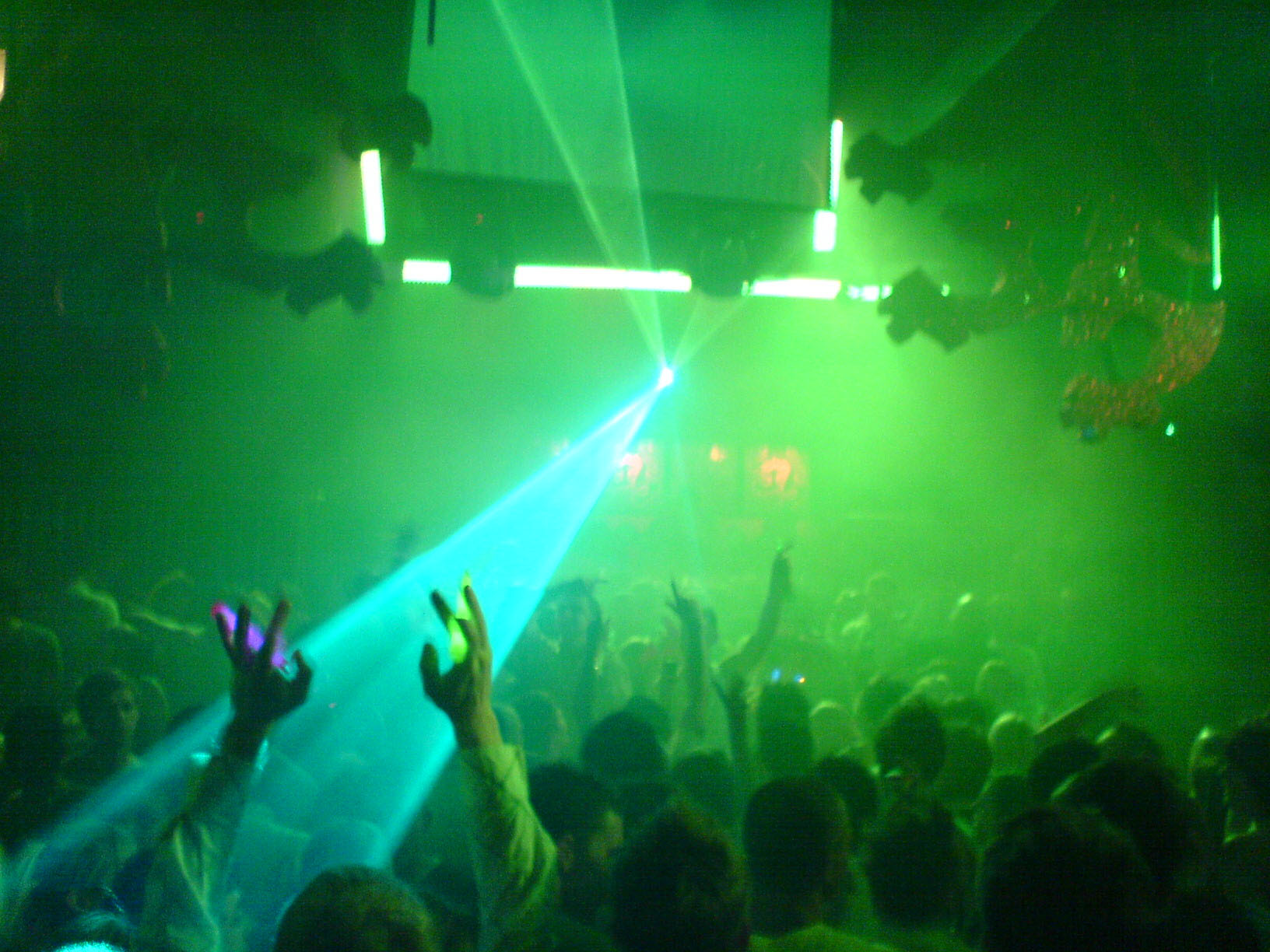
Clubbers en Gatecrasher el 16 de abril de 2006

El trance clásico emplea un compás 4/4, un tempo de 125 a 150 PPM, y frases de 32 pulsaciones y es algo más rápido que música house. Un kick drum es colocado generalmente en cada downbeat y un hi-hat abierto se pone a menudo en el upbeat o cada división de octava. Por lo general, se añaden elementos de percusión adicionales y las transiciones, las construcciones o los clímax principales son a menudo extensos y finalizan con una rápida sucesión de golpes de caja que devuelven la velocidad, frecuencia y volumen hacia el final de la frase.
Los arpegios rápidos y las teclas menores son rasgos comunes del Trance, este último siendo casi universal. Las pistas de trance a menudo utilizan un "gancho" central, o melodía, que recorre casi toda la canción, repitiendo a intervalos entre 2 pulsaciones y 32 barras, además de armonías y motivos en diferentes timbres de la melodía central. Los instrumentos se añaden o eliminan cada 4, 8, 16 o 32 barras.
En la sección antes del break, la melodía principal se introduce a menudo en una forma simplificada y por partes, para dar al público un "sabor" de lo que escucharán al acabar el break. Luego, el clímax final suele ser "una culminación de la primera parte de la pista mezclada con la melodía principal".
Como es el caso con muchas pistas de música de baile, las pistas de música Trance suelen ser construidas con intros sparser (mix-ins) y otros ("mix-outs") con el fin de permitir a los DJs mezclarlos inmediatamente. Como el trance es más melódico y armónico que la otra música de baile electrónica, la construcción de pistas de trance en la forma correcta es particularmente importante para evitar disonancia (o "clashing de claves", es decir, desafinadas unas con otras).
Las formas más recientes de música trance incorporan otros estilos y elementos de música electrónica como el electro y el house progresivo en su producción. Hace hincapié en las líneas de bajo más duras y ritmos de batería que disminuyen la importancia de los offbeats y se centran principalmente en un patrón de 4 on the floor. El tempo de los estilos más recientes tiende a estar a la par con la música house, a 120 - 135 PPM. Sin embargo, a diferencia de éste, las formas recientes de trance se mantienen fieles a sus rupturas melódicas y transiciones más largas.

## Factores que hacen al trance un género emotivo

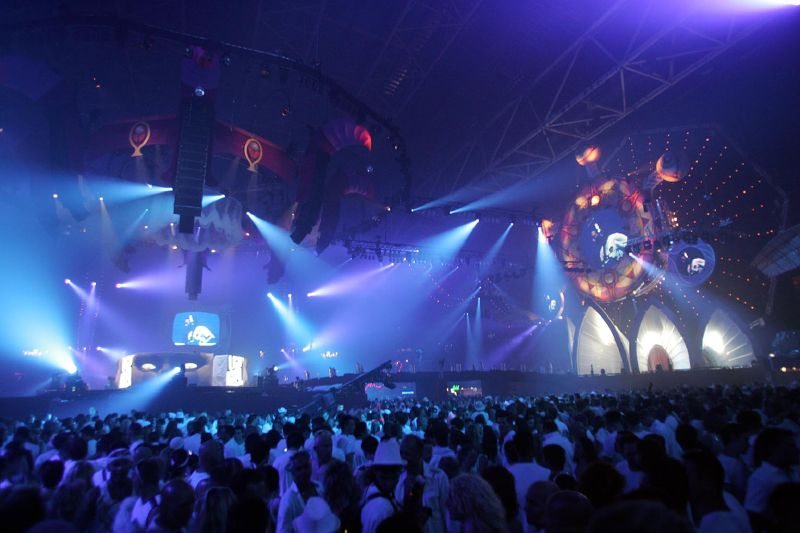
Sensation White en Ámsterdam Arena 2006

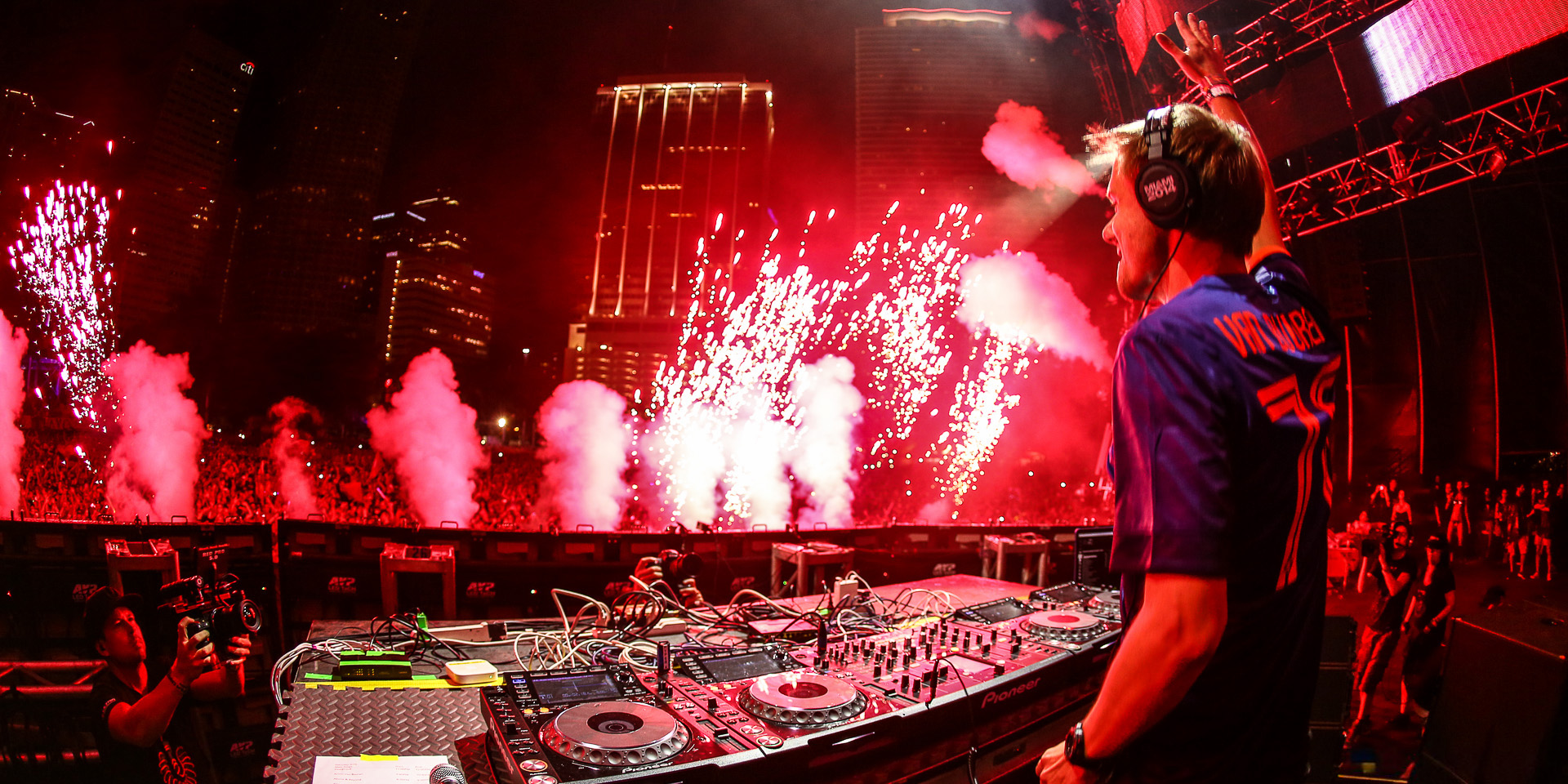
Armin van Buuren 2014 Ultra Miami

El ser humano es sugestionable por naturaleza en mayor o menor medida (dependiendo de la resistencia hacia el estímulo) y esto permite alterar tanto la percepción física como la psicológica.
Desde la actividad de los llamados chamanes, que para curar a sus pacientes de algún dolor entonaban algunas melodías con sonidos repetitivos, a la escenificación de liturgias desde tiempos pretéritos por todo el mundo con ritmos o melodías repetitivas, el ser humano ha buscado la posibilidad de activar un mecanismo psicológico en el que la persona se abandone a ciertas condiciones externas o internas y experimente un estado alterado de conciencia, que en el caso de la música trance estaría relacionado con el concepto de iluminación espiritual.
Esta alteración obtenida con alguno de los elementos del sonido trance puede influir en el inconsciente mediante leves modificaciones del comportamiento normal que se pueden acrecentar pudiendo "sufrir" leves sensaciones de analgesia y euforia o incluso, en reuniones colectivas por la tendencia a la imitación ritual (raves o discotecas) y otros elementos hipnóticos, como la iluminación cambiante, llegar a posibles alucinaciones temporales. (fase inicial de la hipnosis).
Esto es debido al funcionamiento de algunas de las ondas cerebrales presentes en la actividad de nuestro cerebro, en particular las ondas theta causantes de los estados de creatividad sincronizando los dos hemisferios cerebrales y reduciendo el nivel de las ondas beta que en exceso responden a los estados de turbación y desorden.
Los loops repetitivos y sonidos orquestales contenidos en la música trance actúan según los fundamentos de los pulsos binaurales activando las ondas theta (de 3,5 a 7,5 hz) que aportan la sensación embriagadora y ensoñación (loops hipnóticos) y las ondas alfa (de 8 a 12 hz) que son relajantes y aportan la sensación de bienestar (acordes melódicos de sintetizador o samples de instrumentación orquestal cálida como piano, guitarra, saxo...). Si, finalmente, añadimos un ritmo de baile coincidente con el del bombeo del corazón al realizar un ejercicio moderado, como el hecho de bailar, entre 125 y 160 pulsaciones, se obtienen la sensaciones de euforia, hiperconsciencia o bienestar que ofrece la música trance, pero siempre dependiendo de la sugestión voluntaria al estímulo musical.